# Tersko-Kalambetski
Tersko-Kalambetski (del ruso: Терско-Каламбетский) es un jútor del raión de Tbilískaya del krai de Krasnodar, en Rusia. Está situado en las tierras bajas de Kubán-Azov, 8 km al sur de Tbilískaya y 94 km al este de Krasnodar, la capital del krai. Tenía 355 habitantes en 2010.
Pertenece al municipio rural Márinskoye.